# In My Mother's Skin
In My Mother's Skin és una pel·lícula de terror folk del 2023 escrita i dirigida per Kenneth Dagatan. És protagonitzada per Beauty Gonzalez, Felicity Kyle Napuli, James Mavie Estrella, Angeli Bayani, Ronnie Lazaro, Arnold Reyes, Noel Sto. Domingo i Jasmine Curtis-Smith. Ambientada durant la Segona Guerra Mundial, la trama de la pel·lícula segueix una jove que, mentre cuida la seva mare moribunda, coneix una fada carnívora.
La pel·lícula es va estrenar al Festival de Cinema de Sundance de 2023 com a part de la secció "Midnight" del festival el 21 de gener de 2023. És l'única pel·lícula en llengua no anglesa de la secció. Amazon Studios va adquirir els drets globals de la pel·lícula, marcant la seva primera adquisició del festival, i es va posar a disposició per a la reproducció a tot el món a Prime Video el 12 d'octubre de 2023.

## Argument
Quan la Segona Guerra Mundial arriba a la seva fi el 1945  a les Filipines, una família benestant queda atrapada a la seva mansió rural i terroritzada pels soldats japonesos que estan perdent el control de l'illa. Es rumoreja que el patriarca de la família, Aldo, ha robat or japonès i l'ha amagat a prop. Sabent que la seva família morirà si es troba l'or, l'Aldo marxa a buscar ajuda als estatunidencs. La seva absència fa que la família tingui por que no torni mai, mentre la salut de la mare es deteriora. A la recerca d'ajuda desesperada, la petita filla de la família, Tala, es converteix en una fada enganyosa que menja carn i que planeja devorar-los a tots.

## Repartiment
- Beauty Gonzalez com a Ligaya
- Felicity Kyle Napuli com a Tala
- James Mavie Estrella com Bayani
- Jasmine Curtis-Smith com a Fada
- Angeli Bayani com a Amor

## Producció
La Fotografia principal va tenir lloc a Bacolod i van trigar 16 dies fins al juliol de 2022.

## Estrena
Una coproducció internacional de les Filipines, Singapur i Taiwan, In My Mother's Skin fou estrenada al Festival de Cinema de Sundance, com a part de la secció "Midnight" del festival el 21 de gener de 2023. És l'única pel·lícula en llengua no anglesa de la secció. Amazon Studios va adquirir els drets globals de la pel·lícula, marcant la seva primera adquisició del festival, i la va posar a disposició a tot el món a Prime Video el 12 d'octubre de 2023.

## Recepció
Al lloc web de l'agregador de ressenyes Rotten Tomatoes, el 88% de les crítiques de 33 crítiques són positives, amb una valoració mitjana de 6,9/10. El consens del lloc web diu: "Ombrívol i macabre, In My Mother's Skin és una barreja desoladament eficaç d'horror històric i sobrenatural."   Metacritic, que utilitza una mitjana ponderada, va assignar a la pel·lícula una puntuació de 73 sobre 100, basada en vuit crítics, indicant crítiques "generalment favorables".
En revisar In My Mother's Skin després de la seva estrena a Sundance, Benjamin Franz de Film Threat va donar a la pel·lícula una puntuació de 8 sobre 10 i va escriure: "... garantit que et donarà malsons."